# Liste der Anime-Titel (2012–2013)
Dies ist eine chronologisch sortierte Liste der Anime-Titel von 2012 bis 2013.

## 2012
| Name                                                                  | Alternative Namen | Veröffentlichungsjahr | Studio(s)                                                   |
| --------------------------------------------------------------------- | --- | --------------------- | ----------------------------------------------------------- |
| 009 Re:Cyborg                                                         | | 2012 als Film         | Production I.G, Sanzigen Animation Studio                   |
| A Channel+smile (2 Folgen)                                            | Aチャンネル+smile | 2012 als OVA          | Studio Gokumi                                               |
| Accel World (24 Folgen)                                               | アクセル・ワールド, Akuseru Wārudo                                                                                    | 2012 als Fernsehserie | Sunrise                                                     |
| Aesthetica of a Rogue Hero (12 Folgen)                                | はぐれ勇者の鬼畜美学, Hagure Yūsha no Esutetika                                                                       | 2012 als Fernsehserie | Arms                                                        |
| Aikatsu! (178 Folgen)                                                 | アイカツ! | 2012 als Fernsehserie | Sunrise                                                     |
| AKB0048 (13 Folgen)                                                   | | 2012 als Fernsehserie | Satelight                                                   |
| Amagami SS+ plus (13 Folgen)                                          | アマガミSS+ plus | 2012 als Fernsehserie | AIC                                                         |
| Ame & Yuki – Die Wolfskinder                                          | おおかみこどもの雨と雪, Ōkami Kodomo no Ame to Yuki                                                                   | 2012 als Film         | Studio Chizu                                                |
| Ano Natsu de Matteru (12 Folgen)                                      | あの夏で待ってる | 2012 als Fernsehserie | J.C.Staff                                                   |
| Another (12 Folgen)                                                   | | 2012 als Fernsehserie | P.A. Works                                                  |
| Aoi Sekai no Chūshin de (3 Folgen)                                    | 蒼い世界の中心で | 2012 als Fernsehserie | Fifth Avenue                                                |
| Aquarion Evol (26 Folgen)                                             | アクエリオンEVOL, Akuerion Evol                                                                                       | 2012 als Fernsehserie | Satelight, Eight Bit                                        |
| Arashi no Yoru ni – Himitsu no Tomodachi (26 Folgen)                  | あらしのよるに 〜ひみつのともだち〜                                                                                   | 2012 als Fernsehserie | Sparky Animation, Baku Enterprise                           |
| Area no Kishi (37 Folgen)                                             | エリアの騎士, Eria no Kishi                                                                                           | 2012 als Fernsehserie | Shin’ei Dōga                                                |
| Atchi Kotchi (12 Folgen)                                              | あっちこっち, Acchi Kocchi                                                                                            | 2012 als Fernsehserie | AIC                                                         |
| Baku Tech! Bakugan (51 Folgen)                                        | 爆TECH!爆丸 | 2012 als Fernsehserie | TMS Entertainment, Shōgakukan Music & Digital Entertainment |
| Bakuman. 3 (25 Folgen)                                                | バクマン.3 | 2012 als Fernsehserie |                                                             |
| Berserk – Das Goldene Zeitalter I                                     | ベルセルク 黄金時代篇I 覇王の卵, Beruseruku Ōgon Jidai-Hen I: Haō no Tamago                                           | 2012 als Film         | Studio 4°C                                                  |
| Berserk – Das Goldene Zeitalter II                                    | ベルセルク 黄金時代篇II ドルドレイ攻略, Beruseruku Ōgon Jidai-Hen II: Dorudorei Kōryaku                               | 2012 als Film         | Studio 4°C                                                  |
| Beyblade: Shogun Steel (38 Folgen)                                    | メタルファイト ベイブレード ZEROG, Metaru Faito Beiburēdo ZeroG, Metal Fight Beyblade ZeroG                           | 2012 als Fernsehserie | Tatsunoko Production                                        |
| Binbōgami ga! (13 Folgen)                                             | 貧乏神が! | 2012 als Fernsehserie | Sunrise                                                     |
| Black Rock Shooter (8 Folgen)                                         | ブラック★ロックシューター                                                                                             | 2012 als Fernsehserie | Ordet, Sanzigen                                             |
| Boku wa Tomodachi ga Sukunai: Add-on Disc (eine Folge)                | 僕は友達が少ない あどおんでぃすく, Boku wa Tomodachi ga Sukunai: Ado-on Disuku                                        | 2012 als OVA          | AIC Build                                                   |
| Brave 10 (12 Folgen)                                                  | BRAVE10, Bureibu Ten                                                                                                  | 2012 als Fernsehserie | Studio Sakimakura                                           |
| Btooom! (12 Folgen)                                                   | BTOOOM! | 2012 als Fernsehserie | Madhouse                                                    |
| Busō Shinki (13 Folgen)                                               | 武装神姫 | 2012 als Fernsehserie | 8bit                                                        |
| Butsu Zone (eine Folge)                                               | 仏ゾーン | 2012 als OVA          |                                                             |
| Campione! – Matsuro Wanu Kamigami to Kami Koroshi no Maō (13 Folgen)  | カンピオーネ! 〜まつろわぬ神々と神殺しの魔王〜                                                                        | 2012 als Fernsehserie | Diomedéa                                                    |
| Cardfight!! Vanguard: Asia Circuit-hen (39 Folgen)                    | カードファイト!! ヴァンガード アジアサーキット編, Kādofaito!! Vangādo: Ashia Sākitto Hen                              | 2012 als Fernsehserie | TMS Entertainment                                           |
| Cele Kano (eine Folge)                                                | セレカノ, My Lover is a Celebrity                                                                                     | 2012 als OVA          | Digital Works                                               |
| Chiisana Ojisan (27 Folgen)                                           | ちいさなおじさん | 2012 als Fernsehserie | Kachidoki Studio                                            |
| Chitose Get You!! (26 Folgen)                                         | ちとせげっちゅ！！ | 2012 als Fernsehserie | Silver Link                                                 |
| Chōsoku Henkei Gyrozetter (51 Folgen)                                 | 超速変形ジャイロゼッター                                                                                              | 2012 als Fernsehserie | A-1 Pictures                                                |
| Chōyaku Hyakunin Isshu: Uta Koi. (13 Folgen)                          | 超訳百人一首 うた恋い。, Utakoi                                                                                       | 2012 als Fernsehserie | TYO Animations                                              |
| Code Geass: Akito the Exiled (5 Folgen)                               | コードギアス 亡国のアキト, Code Geass: Bōkoku no Akito                                                                | 2012 als OVA          | Sunrise                                                     |
| Code Geass Hangyaku no Lelouch: Nunnally in Wonderland (eine Folge)   | コードギアス 反逆のルルーシュ ナナリーinワンダーランド, Code Geass: Lelouch of the Rebellion - Nunnally in Wonderland | 2012 als OVA          | Sunrise                                                     |
| Code:Breaker (13 Folgen)                                              | コードブレイカ― | 2012 als Fernsehserie | Kinema Citrus                                               |
| Crimson Girls: Chikan Shihai (eine Folge)                             | クリムゾンガールズ～痴漢支配～                                                                                        | 2012 als OVA          |                                                             |
| Cross Fight B-Daman eS (52 Folgen)                                    | クロスファイト ビーダマンeS, Kurosu Faito Bīdaman eS                                                                  | 2012 als Fernsehserie | SynergySP                                                   |
| Dakara Boku wa, H ga Dekinai. (12 Folgen)                             | だから僕は,Hができない.                                                                                               | 2012 als Fernsehserie | feel.                                                       |
| Dambōru Senki W (58 Folgen)                                           | ダンボール戦機 Ｗ | 2012 als Fernsehserie | OLM                                                         |
| Dangerous Jii-san Ja (2 Folgen)                                       | でんぢゃらすじーさん邪                                                                                                | 2012 als OVA          | J.C.Staff                                                   |
| Danshi Kōkōsei no Nichijō (12 Folgen)                                 | 男子高校生の日常 | 2012 als Fernsehserie | Sunrise                                                     |
| Dark Blue (eine Folge)                                                | | 2012 als OVA          | PoRO                                                        |
| Dog Days’ (13 Folgen)                                                 | DOG DAYS’ | 2012 als Fernsehserie | Seven Arcs                                                  |
| Doraemon: Nobita to Kiseki no Shima ~Animal Adventure~                | ドラえもん のび太と奇跡の島 ~アニマル アドベンチャー~                                                                 | 2012 als Film         | Shin’ei Dōga                                                |
| Dragon Age – Blood Mage no Seisen                                     | ドラゴンエイジ -ブラッドメイジの聖戦-, Doragon Eiji – Buraddo Meiji no Seisen, Dragon Age: Dawn of the Seeker         | 2012 als Film         | Oxybot                                                      |
| Duel Masters Victory V (51 Folgen)                                    | デュエル・マスターズ ビクトリーV, Dyueru Masutāzu Bikutorī V                                                          | 2012 als Fernsehserie | Shōgakukan Music & Digital Entertainment                    |
| Dusk Maiden of Amnesia (13 Folgen)                                    | 黄昏乙女×アムネジア, Tasogare Otome × Amuneshia, Tasogare Otome × Amnesia                                             | 2012 als Fernsehserie | Silver Link                                                 |
| Ebiten: Kōritsu Ebisugawa Kōkō Tenmonbu (10 Folgen)                   | えびてん 公立海老栖川高校天悶部                                                                                       | 2012 als Fernsehserie | AIC Classic                                                 |
| Eureka Seven AO (24 Folgen)                                           | エウレカセブンAO, Eureka Sebun AO, Eureka Seven Astral Ocean                                                          | 2012 als Fernsehserie | Bones                                                       |
| Eureka Seven AO – Jungfrau no Hanabana-tachi (eine Folge)             | エウレカセブンAO ―ユングフラウの花々たち―, Eureka Sebun AO – Yungufurau no Hanabana-tachi                             | 2012 als OVA          | Bones                                                       |
| Fairy Tail: Hōō no Miko                                               | FAIRY TAIL 鳳凰の巫女                                                                                                 | 2012 als Film         | A-1 Pictures                                                |
| Fate/Zero: 2nd Season (12 Folgen)                                     | Fate/Zero 2ndシーズン, Fate/Zero 2nd Shīzun                                                                           | 2012 als Fernsehserie | Ufotable                                                    |
| First Love (eine Folge)                                               | ファースト ラブ | 2012 als OVA          | Digital Works                                               |
| Furusato Saisei: Nihon no Mukashi Banashi (258 Folgen)                | ふるさと再生 日本の昔ばなし                                                                                           | 2012 als Fernsehserie | Tomason                                                     |
| Fuse Teppō Musume no Torimonochō                                      | 伏 鉄砲娘の捕物帳 | 2012 als Film         | TMS Entertainment                                           |
| Gakkatsu! (25 Folgen)                                                 | ガッ活! | 2012 als Fernsehserie | Fanworks                                                    |
| Gekijōban Tiger & Bunny – The Beginning                               | 劇場版 TIGER & BUNNY -The Beginning-                                                                                  | 2012 als Film         | Sunrise                                                     |
| Ginga e Kickoff!! (39 Folgen)                                         | 銀河へキックオフ!!, Ginga e Kikkuofu!!                                                                                | 2012 als Fernsehserie | TYO Animations                                              |
| Girls und Panzer (12 Folgen)                                          | ガールズ&パンツァー, Gāruzu & Pantsā                                                                                  | 2012 als Fernsehserie | Actas                                                       |
| Gogo no Kōchō (eine Folge)                                            | 午後の紅潮 | 2012 als OVA          | Pashmina                                                    |
| Gokujō. Gokurakuin Joshi Kōryō Monogatari (12 Folgen)                 | ゴクジョッ。～極楽院女子高寮物語～                                                                                    | 2012 als Fernsehserie | LMD                                                         |
| Gon (50 Folgen)                                                       | GON -ゴン- | 2012 als Fernsehserie | Daewon Media                                                |
| Guilty Crown: Lost Christmas (eine Folge)                             | ギルティクラウン ロストクリスマス                                                                                     | 2012 als OVA          | Production I.G                                              |
| GYO – Der Tod aus dem Meer (eine Folge)                               | ギョ うごめく不気味, Gyo Ugomeku Bukimi, GYO: Tokyo Fish Attack                                                       | 2012 als OVA          | Ufotable                                                    |
| Haitai Nanafa (26 Folgen)                                             | はいたい七葉 | 2012 als Fernsehserie | Passione                                                    |
| Haiyore! Nyaruko-san (12 Folgen)                                      | 這いよれ! ニャル子さん                                                                                                | 2012 als Fernsehserie | Xebec                                                       |
| Hakuōki: Reimeiroku (12 Folgen)                                       | 薄桜鬼 黎明録 | 2012 als Fernsehserie | Studio Deen                                                 |
| Hana no Utame Gothicmade                                              | 花の詩女 ゴティックメード                                                                                             | 2012 als Film         | Automatic Flowers Studio                                    |
| Hanayaka Nari, Waga Ichizoku (3 Folgen)                               | 華ヤカ哉、我ガ一族 キネトグラフ                                                                                       | 2012 als OVA          | Anpro, teamKG                                               |
| Harem Time The Animation (2 Folgen)                                   | ハーレムタイム THE ANIMATION                                                                                          | 2012 als OVA          | Office Takeout                                              |
| Hayate no Gotoku!: Can’t Take My Eyes Off You (12 Folgen)             | ハヤテのごとく! CAN'T TAKE MY EYES OFF YOU                                                                            | 2012 als Fernsehserie | Manglobe                                                    |
| Hidamari Sketch × Honeycomb (12 Folgen)                               | ひだまりスケッチ×ハニカム, Hidamari Suketchi × Hanikamu                                                               | 2012 als Fernsehserie | Shaft                                                       |
| High School D×D (12 Folgen)                                           | ハイスクールD×D, Haisukūru D×D                                                                                        | 2012 als Fernsehserie | TNK                                                         |
| Hiiro no Kakera (13 Folgen)                                           | 緋色の欠片 | 2012 als Fernsehserie | Studio Deen                                                 |
| Hiiro no Kakera: Dai-ni-shō (13 Folgen)                               | 緋色の欠片 第二章 | 2012 als Fernsehserie | Studio Deen                                                 |
| Hime-sama Gentei! (eine Folge)                                        | 姫様限定！, Princess Limited                                                                                          | 2012 als OVA          | PoRo                                                        |
| Himitsu Kessha Taka no Tsume Gaiden Mukashi no Yoshida-kun (9 Folgen) | 秘密結社鷹の爪外伝 むかしの吉田くん                                                                                   | 2012 als Fernsehserie | DLE                                                         |
| Himitsu Kessha Taka no Tsume Neo (38 Folgen)                          | 秘密結社鷹の爪 NEO | 2012 als Fernsehserie | DLE                                                         |
| Himitsu Kessha Taka no Tsume.jp (78 Folgen)                           | 秘密結社鷹の爪.jp | 2012 als Web-Anime    | DLE                                                         |
| Hi-no-yōjin                                                           | 火要鎮, Combustible                                                                                                   | 2012 als Film         | Sunrise                                                     |
| Hishoka Drop The Animation (eine Folge)                               | 秘書課ドロップ THE ANIMATION, Secretarial Section Drop                                                                | 2012 als OVA          | Pink Pineapple                                              |
| Hōkago Midnighters                                                    | 放課後ミッドナイターズ, After School Midnighters                                                                      | 2012 als Film         | CoMix Wave Films                                            |
| Holy Knight (eine Folge)                                              | ホーリーナイト | 2012 als OVA          | Lilix                                                       |
| Hori-san to Miyamura-kun (eine Folge)                                 | 堀さんと宮村くん | 2012 als OVA          | Hoods Entertainment                                         |
| Hump Bang (eine Folge)                                                | ハンプバング | 2012 als OVA          | Pashmina                                                    |
| Hyōka (23 Folgen)                                                     | 氷菓 | 2012 als Fernsehserie | Kyōto Animation                                             |
| Ijime – Ikenie no Kyōshitsu (eine Folge)                              | いじめ 〜いけにえの教室〜                                                                                             | 2012 als OVA          | SynergySP                                                   |
| Ikki Tōsen: Shūgaku Tōshi Keppūroku (eine Folge)                      | 一騎当千 集鍔闘士血風録                                                                                               | 2012 als OVA          | Arms                                                        |
| Inazuma Eleven Go: Chrono Stone (51 Folgen)                           | イナズマイレブンGO クロノ・ストーン, Inazuma Irebun Go: Kurono Sutōn                                                  | 2012 als Fernsehserie | OLM                                                         |
| Initial D: Fifth Stage (14 Folgen)                                    | 頭文字D Fifth Stage                                                                                                   | 2012 als Fernsehserie | SynergySP                                                   |
| Inu×Boku SS (13 Folgen)                                               | 妖狐×僕SS, Inu×Boku Shīkuretto Sābisu, Inu×Boku Secret Service                                                        | 2012 als Fernsehserie | David Production                                            |
| Ixion Saga DT (25 Folgen)                                             | イクシオン サーガ DT, Ikushon Sāga DT, IXION SAGA Dimension Transfer                                                  | 2012 als Fernsehserie | Brain’s Base                                                |
| Jewelpet Kira Deco! (52 Folgen)                                       | ジュエルペット きら☆デコッ!, Juerupetto Kira Deko!                                                                    | 2012 als Fernsehserie | Studio Comet                                                |
| Jinrui wa Suitai Shimashita (12 Folgen)                               | 人類は衰退しました | 2012 als Fernsehserie | AIC ASTA                                                    |
| JoJo’s Bizarre Adventure (26 Folgen)                                  | ジョジョの奇妙な冒険, JoJo no Kimyō na Bōken                                                                          | 2012 als Fernsehserie | David Production                                            |
| Jormungand (12 Folgen)                                                | ヨルムンガンド, Yorumungando                                                                                          | 2012 als Fernsehserie | White Fox                                                   |
| Jormungand: Perfect Order (12 Folgen)                                 | ヨルムンガンド PERFECT ORDER                                                                                          | 2012 als Fernsehserie | White Fox                                                   |
| Joshiraku (13 Folgen)                                                 | じょしらく | 2012 als Fernsehserie | J.C.Staff                                                   |
| Junjō Romantica 16 (eine Folge)                                       | 純情ロマンチカ 16 | 2012 als OVA          | Studio Deen                                                 |
| K (13 Folgen)                                                         | K | 2012 als Fernsehserie | GoHands                                                     |
| Kamisama Hajimemashita (13 Folgen)                                    | 神様はじめました | 2012 als Fernsehserie | TMS Entertainment                                           |
| Kimi to Boku. 2 (13 Folgen)                                           | 君と僕。2 | 2012 als Fernsehserie | J.C.Staff                                                   |
| Kingdom (38 Folgen)                                                   | キングダム, Kingudamu                                                                                                 | 2012 als Fernsehserie | Pierrot                                                     |
| Kintama (4 Folgen)                                                    | 金魂 | 2012 als Fernsehserie | Sunrise                                                     |
| Koi to Senkyo to Chocolate (12 Folgen)                                | 恋と選挙とチョコレート, Koi to Senkyo to Chokorēto, Love, Election & Chocolate                                        | 2012 als Fernsehserie | AIC Build                                                   |
| Koiken! – Watashi-tachi Anime ni Natchatta! (12 Folgen)               | こいけん 〜私たちアニメになっちゃった!〜                                                                              | 2012 als Fernsehserie | Marvy Jack                                                  |
| Kokoro Connect (17 Folgen)                                            | ココロコネクト, Kokoro Konekuto                                                                                       | 2012 als Fernsehserie | Silver Link                                                 |
| Kono Naka ni Hitori, Imōto ga Iru! (12 Folgen)                        | この中に1人、妹がいる!                                                                                                | 2012 als Fernsehserie | Studio Gokumi                                               |
| Kore wa Zombie Desu ka? of the Dead (10 Folgen)                       | これはゾンビですか? OF THE DEAD, Koreha Zombie Desuka? of the Dead                                                    | 2012 als Fernsehserie | Studio Deen                                                 |
| Kuroko no Basuke (25 Folgen)                                          | 黒子のバスケ | 2012 als Fernsehserie | Production I.G                                              |
| Kuromajo-san ga Tōru!! (60 Folgen)                                    | 黒魔女さんが通る!! | 2012 als Fernsehserie | Shin’ei Dōga                                                |
| Kyō no Asuka Show (20 Folgen)                                         | 今日のあすかショー, Kyō no Asuka Shō                                                                                  | 2012 als Web-Anime    | Silver Link                                                 |
| Kyōkai Senjō no Horizon II (13 Folgen)                                | 境界線上のホライゾンII, Kyōkai Senjō no Horaizon II                                                                   | 2012 als Fernsehserie | Sunrise                                                     |
| La storia della Arcana Famiglia (13 Folgen)                           | アルカナ・ファミリア, Arukana Famiria                                                                                 | 2012 als Fernsehserie | J.C.Staff                                                   |
| Das Leben des Budori Gusko                                            | グスコーブドリの伝記, Guskō Budori no Denki, The Life of Budori Gusuko                                                | 2012 als Film         | Tezuka Productions                                          |
| Little Busters! (26 Folgen)                                           | リトルバスターズ!, Ritoru Basutāzu                                                                                    | 2012 als Fernsehserie | J.C.Staff                                                   |
| Love, Chunibyo & Other Delusions! (12 Folgen)                         | 中二病でも恋がしたい！, Chūnibyō Demo Koi ga Shitai!                                                                  | 2012 als Fernsehserie | Kyōto Animation                                             |
| Lovely Day: Boku to Kanojo no Nanoka Kan (eine Folge)                 | ラブリディ ～僕と彼女の七日間～                                                                                       | 2012 als OVA          | Studio9Maiami                                               |
| Lupin III.: The Woman Called Fujiko Mine (13 Folgen)                  | LUPIN the Third -峰不二子という女-                                                                                    | 2012 als Fernsehserie | TMS Entertainment                                           |
| Magi: The Labyrinth of Magic (25 Folgen)                              | マギ The labyrinth of magic                                                                                           | 2012 als Fernsehserie | A-1 Pictures                                                |
| Mahō Shōjo Madoka Magika: Eien no Monogatari                          | 魔法少女まどか☆マギカ 永遠の物語                                                                                      | 2012 als Film         | Shaft                                                       |
| Mahō Shōjo Madoka Magika: Hajimari no Monogatari                      | 魔法少女まどか☆マギカ 始まりの物語                                                                                    | 2012 als Film         | Shaft                                                       |
| Marimono no Hana – Saikyō Butōha Shōgakusei Densetsu (eine Folge)     | まりもの花 〜最強武闘派小学生伝説〜                                                                                   | 2012 als OVA          | Kinema Citrus                                               |
| Medaka Box (12 Folgen)                                                | めだかボックス, Medaka Bokkusu                                                                                        | 2012 als Fernsehserie | Gainax                                                      |
| Medaka Box: Abnormal (12 Folgen)                                      | めだかボックス アブノーマル, Medaka Bokkusu: Abunōmaru                                                                | 2012 als Fernsehserie | Gainax                                                      |
| Minami-ke: Omatase (eine Folge)                                       | みなみけ おまたせ | 2012 als OVA          | feel.                                                       |
| Mōretsu Pirates (26 Folgen)                                           | モーレツ宇宙海賊, Mōretsu Pairētsu, Bodacious Space Pirates                                                           | 2012 als Fernsehserie | Satelight                                                   |
| Moyashimon Returns (11 Folgen)                                        | もやしもん リターンズ, Moyashimon Ritānzu                                                                             | 2012 als Fernsehserie | Shirogumi, Telecom Animation Film                           |
| Nagareboshi Lens (eine Folge)                                         | 流れ星レンズ, Nagareboshi Renzu, Shooting Star☆Lens                                                                   | 2012 als OVA          | Advance Shakujii, Kinema Citrus                             |
| Naruto SD: Rock Lee no Seishun Full-Power Ninden (51 Folgen)          | NARUTO -ナルト- SD ロック・リーの青春フルパワー忍伝, Naruto SD: Rokku Rī no Seishun Furu Pawā Ninden                  | 2012 als Fernsehserie | Studio Pierrot                                              |
| Natsuiro Kiseki (12 Folgen)                                           | 夏色キセキ | 2012 als Fernsehserie | Sunrise                                                     |
| Natsume Yūjinchō Shi (13 Folgen)                                      | 夏目友人帳 肆 | 2012 als Fernsehserie | Brain’s Base                                                |
| Natsuyuki Rendezvous (11 Folgen)                                      | 夏雪ランデブー, Natsuyuki Randebū                                                                                     | 2012 als Fernsehserie | Dōga Kōbō                                                   |
| Nazo no Kanojo X (13 Folgen)                                          | 謎の彼女X | 2012 als Fernsehserie | Hoods Entertainment                                         |
| Nekomonogatari (Kuro) (4 Folgen)                                      | 猫物語（黒） | 2012 als Fernsehserie | Shaft                                                       |
| Nerawareta Gakuen                                                     | ねらわれた学園 | 2012 als Film         | Sunrise                                                     |
| Nisemonogatari (11 Folgen)                                            | 偽物語 | 2012 als Fernsehserie | Shaft                                                       |
| Nogizaka Haruka no Himitsu: Finale (4 Folgen)                         | 乃木坂春香の秘密 ふぃな〜れ♪, Nogizaka Haruka no Himitsu: Fināre                                                      | 2012 als OVA          | Diomedéa                                                    |
| Oda Nobuna no Yabō (12 Folgen)                                        | 織田信奈の野望 | 2012 als Fernsehserie | Studio Gokumi, Madhouse                                     |
| One Piece Z                                                           | ONE PIECE FILM Z | 2012 als Film         | Tōei Animation                                              |
| Onii-chan Dakedo Ai Sae Areba Kankei Nai yo ne (12 Folgen)            | お兄ちゃんだけど愛さえあれば関係ないよねっ                                                                            | 2012 als Fernsehserie | Silver Link                                                 |
| Otome wa Oneesama ni Koishiteru: Futari no Elder (3 Folgen)           | 乙女はお姉さまに恋してる 2人のエルダー THE ANIMATION                                                                  | 2012 als OVA          | Silver Link                                                 |
| Ozuma (6 Folgen)                                                      | オズマ | 2012 als Fernsehserie | LandQ Studios                                               |
| Papa no Iu Koto o Kikinasai! (12 Folgen)                              | パパのいうことを聞きなさい!                                                                                           | 2012 als Fernsehserie | feel.                                                       |
| Persona 4: the Animation – The Factor of Hope                         | PERSONA4 the Animation -The Factor of Hope-                                                                           | 2012 als Film         | AIC ASTA                                                    |
| Phi Brain: Kami no Puzzle (25 Folgen)                                 | ファイ・ブレイン 神のパズル, Fai Burai: Kami no Pazuru, φ Brain                                                       | 2012 als Fernsehserie | Sunrise                                                     |
| Poyopoyo Kansatsu Nikki (52 Folgen)                                   | ポヨポヨ観察日記 | 2012 als Fernsehserie | Dax International, Studio Deen, Mebius Tone                 |
| Pretty Cure All Stars New Stage: Mirai no Tomodachi                   | プリキュアオールスターズNewStage みらいのともだち, PuriKyua Ōru Sutāzu New Stage: Mirai no Tomodachi                  | 2012 als Film         | Tōei Animation                                              |
| Pretty Rhythm: Dear My Future (51 Folgen)                             | プリティーリズム・ディアマイフューチャー, Puritī Rizumu: Dia Mai Fyūchā                                               | 2012 als Fernsehserie | Tatsunoko Production                                        |
| Psycho-Pass (22 Folgen)                                               | PSYCHO-PASS サイコパス, Psycho-Pass: Saiko Pasu                                                                       | 2012 als Fernsehserie | Production I.G                                              |
| Queen’s Blade Rebellion (12 Folgen)                                   | クイーンズブレイド リベリオン, Kuīnzu Bureido: Reberion                                                               | 2012 als Fernsehserie | Arms                                                        |
| Queen’s Blade Rebellion Premium Visual Book (2 Folgen)                | クイーンズブレイド リベリオン プレミアムビジュアルブック, Kuīnzu Bureido Riberion: Puremiamu Bijuaru Bukku            | 2012 als OVA          | Arms                                                        |
| Recorder to Randoseru Do (13 Folgen)                                  | リコーダーとランドセル ド♪, Rikōdā to Randoseru Do                                                                    | 2012 als Fernsehserie | Seven                                                       |
| Recorder to Randoseru Re (13 Folgen)                                  | リコーダーとランドセル レ♪, Rikōdā to Randoseru Re                                                                    | 2012 als Fernsehserie | Seven                                                       |
| Rinne no Lagrange (12 Folgen)                                         | 輪廻のラグランジェ, Rinne no Raguranje                                                                                | 2012 als Fernsehserie | Xebec                                                       |
| Rinne no Lagrange: Kamogawa Days (eine Folge)                         | 輪廻のラグランジェ「鴨川デイズ」, Rinne no Raguranje: Kamogawa Deizu                                                  | 2012 als OVA          | Xebec                                                       |
| Rinne no Lagrange: Season 2 (12 Folgen)                               | 輪廻のラグランジェ season2, Rinne no Raguranje: season2                                                               | 2012 als Fernsehserie | Xebec                                                       |
| Road to Ninja: Naruto the Movie                                       | ROAD TO NINJA -NARUTO THE MOVIE-                                                                                      | 2012 als Film         | Studio Pierrot                                              |
| Robotics;Notes (22 Folgen)                                            | ROBOTICS;NOTES | 2012 als Fernsehserie | Production I.G                                              |
| Saint Oniisan (2 Folgen)                                              | 聖☆おにいさん, Seinto Oniisan, Saint Young Men                                                                        | 2012 als OVA          | A-1 Pictures                                                |
| Saint Seiya Omega (97 Folgen)                                         | 聖闘士星矢Ω, Seinto Seiya Omega                                                                                       | 2012 als Fernsehserie | Tōei Animation                                              |
| Sakamichi no Apollon (12 Folgen)                                      | 坂道のアポロン, Sakamichi no Aporon, Kids on the Slope                                                                | 2012 als Fernsehserie | MAPPA, Tezuka Productions                                   |
| Saki: Achiga-hen episode of side-A (15 Folgen)                        | 咲-Saki- 阿知賀編 episode of side-A                                                                                   | 2012 als Fernsehserie | Studio Gokumi                                               |
| Sakurasō no Pet na Kanojo (24 Folgen)                                 | さくら荘のペットな彼女, Sakurasō no Petto na Kanojo                                                                   | 2012 als Fernsehserie | J.C.Staff                                                   |
| Sankarea (12 Folgen)                                                  | さんかれあ | 2012 als Fernsehserie | Studio Deen                                                 |
| Sengoku Collection (26 Folgen)                                        | 戦国コレクション, Sengoku Korekushon                                                                                  | 2012 als Fernsehserie | Brain’s Base                                                |
| Senki Zesshō Symphogear (13 Folgen)                                   | 戦姫絶唱シンフォギア, Senki Zesshō Shinfogia                                                                          | 2012 als Fernsehserie | Elements Films, Satelight                                   |
| Shiba Inuko-san (26 Folgen)                                           | しばいぬ子さん | 2012 als Fernsehserie | DAX Production                                              |
| Shijō Saikyō no Deshi Ken’ichi: Yami no Shūgeki (11 Folgen)           | 史上最強の弟子ケンイチ 闇の襲撃                                                                                       | 2012 als OVA          | Brain’s Base                                                |
| Shin Sekai yori (25 Folgen)                                           | 新世界より | 2012 als Fernsehserie | A-1 Pictures                                                |
| Shin Tennis no Ōji-sama (13 Folgen)                                   | 新テニスの王子様, Shin Tenisu no Ōji-sama                                                                             | 2012 als Fernsehserie | Production I.G, M.S.C                                       |
| Shining Hearts – Shiawase no Pan (12 Folgen)                          | シャイニング・ハーツ ~幸せのパン~, Shainingu Hātsu – Shiawase no Pan                                                  | 2012 als Fernsehserie | Production I.G                                              |
| Shinryaku!! Ika Musume (eine Folge)                                   | 侵略!!イカ娘 | 2012 als OVA          | Diomedéa                                                    |
| Shirokuma Cafe (50 Folgen)                                            | しろくまカフェ | 2012 als Fernsehserie | Studio Pierrot                                              |
| Smile PreCure! (48 Folgen)                                            | スマイルプリキュア!, Sumairu PuriKyua!                                                                                | 2012 als Fernsehserie | Tōei Animation                                              |
| Smile PreCure!: Ehon no Naka wa Minna Chiguhagu!?                     | スマイルプリキュア! 絵本の中はみんなチグハグ!, Sumairu PuriKyua!: Ehon no Naka wa Minna Chiguhagu!?                   | 2012 als Film         | Tōei Animation                                              |
| Strike Witches Gekijōban                                              | ストライクウィッチーズ 劇場版, Sutoraiku Witchīzu Gekijōban                                                           | 2012 als Film         | AIC                                                         |
| Sukitte Ii na yo. (13 Folgen)                                         | 好きっていいなよ. | 2012 als Fernsehserie | Zexcs                                                       |
| Sword Art Online (25 Folgen)                                          | ソードアート・オンライン, Sōdo Āto Onrain                                                                             | 2012 als Fernsehserie | A-1 Pictures                                                |
| Tamagotchi! Yume Kira Dream (49 Folgen)                               | たまごっち! ゆめキラドリーム, Tamagotchi! Yume Kira Dorīmu                                                            | 2012 als Fernsehserie | OLM Team Kamei                                              |
| Tamayura – Hitotose (12 Folgen)                                       | たまゆら 〜hitotose〜, Tamayura – hitotose                                                                            | 2012 als Fernsehserie | TYO Animations                                              |
| Tanken Driland (37 Folgen)                                            | 探検ドリランド, Tanken Dorirando                                                                                      | 2012 als Fernsehserie | Tōei Animation                                              |
| Tantei Opera Milky Holmes (12 Folgen)                                 | 探偵オペラ ミルキィホームズ, Tantei Opera Miruki Hōmuzu                                                               | 2012 als Fernsehserie | J.C.Staff, Artland                                          |
| Tari Tari (13 Folgen)                                                 | TARI TARI | 2012 als Fernsehserie | P.A. Works                                                  |
| Tēkyū (12 Folgen)                                                     | てーきゅう | 2012 als Fernsehserie | MAPPA                                                       |
| To Love-Ru -Trouble- Darkness (12 Folgen)                             | To LOVEる -とらぶる- ダークネス                                                                                       | 2012 als Fernsehserie | Xebec                                                       |
| Tonari no Kaibutsu-kun (13 Folgen)                                    | となりの怪物くん | 2012 als Fernsehserie | Brain’s Base                                                |
| Total Eclipse (24 Folgen)                                             | トータル・イクリプス, Tōtaru Ikuripusu, Muv-Luv Alternative: Total Eclipse                                            | 2012 als Fernsehserie | ixtl, Satelight                                             |
| Tsuritama (12 Folgen)                                                 | つり球 | 2012 als Fernsehserie | A-1 Pictures                                                |
| Uchū Kyōdai (99 Folgen)                                               | 宇宙兄弟 | 2012 als Fernsehserie | A-1 Pictures                                                |
| Upotte!! (10 Folgen)                                                  | うぽって!! | 2012 als Web-Anime    | Xebec                                                       |
| Yu-Gi-Oh! Zexal II (73 Folgen)                                        | 遊☆戯☆王ZEXAL II, Yū-Gi-Ō Zearu                                                                                       | 2012 als Fernsehserie | Gallop                                                      |
| Yuru Yuri!! (12 Folgen)                                               | ゆるゆり♪♪ | 2012 als Fernsehserie | Dōga Kōbō                                                   |
| Yurumates 3D (13 Folgen)                                              | ゆるめいつ 3でぃ, Yurumeitsu 3di                                                                                      | 2012 als Fernsehserie | C2C                                                         |
| Yurumates 3D Plus (13 Folgen)                                         | ゆるめいつ 3でぃ PLUS, Yurumeitsu 3di Plus                                                                            | 2012 als Fernsehserie | C2C                                                         |
| Zero no Tsukaima F (12 Folgen)                                        | ゼロの使い魔F | 2012 als Fernsehserie | J.C.Staff                                                   |
| Zetman (13 Folgen)                                                    | ZETMAN | 2012 als Fernsehserie | TMS Entertainment                                           |
| Zetsuen no Tempest (12 Folgen)                                        | 絶園のテンペスト, Zetsuen no Tempesuto                                                                                | 2012 als Fernsehserie | Bones                                                       |
| Zumomo to Nupepe (13 Folgen)                                          | ズモモとヌペペ | 2012 als Fernsehserie | Egg                                                         |

## 2013
| Name                                                                                 | Alternative Namen | Veröffentlichungsjahr | Studio(s)                                                   |
| ------------------------------------------------------------------------------------ | --- | --------------------- | ----------------------------------------------------------- |
| Ai Mai Mī (13 Folgen)                                                                | あいまいみー | 2013 als Fernsehserie | Seven                                                       |
| Aiura (12 Folgen)                                                                    | あいうら | 2013 als Fernsehserie | Lidenfilms                                                  |
| AKB0048: Next Stage (13 Folgen)                                                      | | 2013 als Fernsehserie | Satelight                                                   |
| Aku no Hana (13 Folgen)                                                              | 惡の華 | 2013 als Fernsehserie | Zexcs                                                       |
| Amnesia (12 Folgen)                                                                  | AMNESIA | 2013 als Fernsehserie | Brain’s Base                                                |
| Ansatsu Kyōshitsu                                                                    | 暗殺教室 | 2013 als Kurzfilm     | Brain’s Base                                                |
| Aoki Hagane no Arpeggio – Ars Nova (12 Folgen)                                       | 蒼き鋼のアルペジオ -アルス・ノヴァ-, Aoki Hagane no Arupejio – Arusu Nova, Arpeggio of Blue Steel                             | 2013 als Fernsehserie | Sanzigen                                                    |
| Arata Kangatari (12 Folgen)                                                          | アラタ カンガタリ〜革神語〜                                                                                                   | 2013 als Fernsehserie | Satelight, JM Animation                                     |
| Ark IX (eine Folge)                                                                  | アークIX, Āku Nain, Ark Nine                                                                                                  | 2013 als OVA          | Hoods Entertainment                                         |
| Attack on Titan (25 Folgen)                                                          | 進撃の巨人, Shingeki no Kyojin                                                                                                | 2013 als Fernsehserie | Wit Studio, Production I.G                                  |
| Aura – Maryūinkōga Saigo no Tatakai                                                  | AURA 〜魔竜院光牙最後の闘い〜                                                                                                 | 2013 als Film         | AIC ASTA                                                    |
| Baku Tech! Bakugan Gachi (39 Folgen)                                                 | 爆TECH!爆丸 ガチ | 2013 als Fernsehserie | TMS Entertainment, Shōgakukan Music & Digital Entertainment |
| Bakumatsu Gijinden Roman (12 Folgen)                                                 | 幕末義人伝 浪漫 | 2013 als Fernsehserie | TMS Entertainment                                           |
| Beast Saga (38 Folgen)                                                               | ビーストサーガ, Bīsuto Sāga                                                                                                   | 2013 als Fernsehserie | SynergySP                                                   |
| Berserk – Das Goldene Zeitalter III                                                  | ベルセルク 黄金時代篇III 降臨, Beruseruku Ōgon Jidai-Hen III: Kōrin                                                           | 2013 als Film         | Studio 4°C                                                  |
| Beyond the Boundary – Kyoukai no Kanata (12 Folgen)                                  | 境界の彼方, Kyōkai no Kanata                                                                                                  | 2013 als Fernsehserie | Kyōto Animation                                             |
| BlazBlue Alter Memory (12 Folgen)                                                    | BLAZBLUE Alter Memory | 2013 als Fernsehserie | TeamKG, Hoods Entertainment                                 |
| Blood Lad (10 Folgen)                                                                | ブラッドラッド, Buraddo Raddo                                                                                                 | 2013 als Fernsehserie | Brain’s Base                                                |
| Boku no Imōto wa „Ōsaka Okan“ (12 Folgen)                                            | 僕の妹は「大阪おかん」 | 2013 als Fernsehserie | Charaction                                                  |
| Boku wa Tomodachi ga Sukunai Next (12 Folgen)                                        | 僕は友達が少ないNEXT | 2013 als Fernsehserie | AIC Build                                                   |
| Brothers Conflict (12 Folgen)                                                        | BROTHERS CONFLICT | 2013 als Fernsehserie | Brain’s Base                                                |
| Cardfight!! Vanguard: Link Joker-hen (59 Folgen)                                     | カードファイト!! ヴァンガード リンクジョーカー編, Kādofaito!! Vangādo: Rinku Jōkā Hen                                         | 2013 als Fernsehserie | TMS Entertainment                                           |
| Chihayafuru 2 (25 Folgen)                                                            | ちはやふる2 | 2013 als Fernsehserie | Madhouse                                                    |
| Chō Jigen Game Neptune The Animation (12 Folgen)                                     | 超次元ゲイム ネプテューヌ The Animation, Hyperdimension Neptunia                                                              | 2013 als Fernsehserie | David Production                                            |
| Chōjigen Game Neptune: The Animation (12 Folgen)                                     | 超次元ゲイム ネプテューヌ THE ANIMATION                                                                                       | 2013 als Fernsehserie | David Production                                            |
| Coppelion (13 Folgen)                                                                | COPPELION | 2013 als Fernsehserie | GoHands                                                     |
| Cuticle Tantei Inaba (12 Folgen)                                                     | キューティクル探偵因幡, Kyūtikuru Tantei Inaba                                                                                | 2013 als Fernsehserie | Zexcs                                                       |
| Dambōru Senki Wars (7 Folgen)                                                        | ダンボール戦機ウォーズ | 2013 als Fernsehserie | OLM                                                         |
| Danchi Tomoo (78 Folgen)                                                             | 団地ともお | 2013 als Fernsehserie | Shōgakukan Music & Digital Entertainment                    |
| Danganronpa: Kibō no Gakuen to Zetsubō no Kōkōsei: The Animation (13 Folgen)         | ダンガンロンパ 希望の学園と絶望の高校生 The Animation                                                                         | 2013 als Fernsehserie | Lerche                                                      |
| Dansai Bunri no Crime Edge (13 Folgen)                                               | 断裁分離のクライムエッジ, Dansai Bunri no Kuraimu Ejji                                                                        | 2013 als Fernsehserie | Studio Gokumi                                               |
| Dareka no Manazashi                                                                  | だれかのまなざし | 2013 als Kurzfilm     |                                                             |
| Date A Live (13 Folgen)                                                              | デート・ア・ライブ, Dēto A Raibu                                                                                              | 2013 als Fernsehserie | AIC+                                                        |
| Da-yoshi P Produce: Ashita no Jobūbu (10 Folgen)                                     | だーよしPプロデュース あしたのジョブーブ                                                                                      | 2013 als Web-Anime    |                                                             |
| Da-yoshi P Produce: Ashita no Jobūbu (10 Folgen)                                     | だーよしPプロデュース あしたのジョブーブ                                                                                      | 2013 als Web-Anime    |                                                             |
| D.C.III – Da Capo III (13 Folgen)                                                    | D.C.III 〜ダ・カーポIII〜 | 2013 als Fernsehserie | Kazami Gakuen Kōshiki Dōga-bu                               |
| DD Hokuto no Ken (13 Folgen)                                                         | DD北斗の拳 | 2013 als Fernsehserie | Ajia-dō                                                     |
| Death Billiards                                                                      | デス・ビリヤード | 2013 als Film         | Madhouse                                                    |
| The Devil is a Part-Timer (13 Folgen)                                                | はたらく魔王さま!, Hataraku Maō-sama!                                                                                         | 2013 als Fernsehserie | White Fox                                                   |
| Devil Survivor 2: The Animation (13 Folgen)                                          | DEVIL SURVIVOR 2 THE ANIMATION                                                                                                | 2013 als Fernsehserie | Bridge                                                      |
| Dia no Ace (75 Folgen)                                                               | ダイヤのA | 2013 als Fernsehserie | Madhouse, Production I.G                                    |
| Diabolik Lovers (12 Folgen)                                                          | DIABOLIK LOVERS | 2013 als Fernsehserie | Zexcs                                                       |
| Dibetagurashi: Ahiru no Seikatsu (26 Folgen)                                         | ぢべたぐらし あひるの生活 | 2013 als Fernsehserie |                                                             |
| Doki Doki! PreCure (49 Folgen)                                                       | ドキドキ!プリキュア, Doki Doki! PuriKyua                                                                                      | 2013 als Fernsehserie | Tōei Animation                                              |
| Doki Doki! PreCure: Mana Kekkon!!? Mirai ni Tsunagu Kibō no Dress                    | ドキドキ!プリキュア マナ結婚!!? 未来につなぐ希望のドレス, Doki Doki! PuriKyua: Mana Kekkon!!? Mirai ni Tsunagu Kibō no Doresu | 2013 als Film         | Tōei Animation                                              |
| Doraemon: Nobita no Himitsu Dōgu Museum                                              | ドラえもん のび太のひみつ道具博物館(ミュージアム)                                                                             | 2013 als Film         | Shin’ei Dōga                                                |
| Dragonball Z: Kampf der Götter                                                       | ドラゴンボールZ 神と神, Doragon Bōru Z: Kami to Kami                                                                          | 2013 als Film         | Tōei Animation                                              |
| Dream 9 Toriko & One Piece & Dragon Ball Z Chō Collaboration Special!! (eine Folge)  | ドリーム9 トリコ&ワンピース&ドラゴンボールZ 超コラボスペシャル!!                                                              | 2013 als Special      | Tōei Animation                                              |
| Duel Masters Victory V3 (51 Folgen)                                                  | デュエル・マスターズ ビクトリーV3, Dyueru Masutāzu Bikutorī V3                                                                | 2013 als Fernsehserie | Shōgakukan Music & Digital Entertainment                    |
| Eiga Hana Kappa Hana-sake! Pakkaan Chō no Kuni no Daibōken                           | 映画はなかっぱ 花さけ！パッカ～ん♪蝶の国の大冒険                                                                              | 2013 als Film         | Oriental Light and Magic, Xebec                             |
| Fairy Tail: Hajimari no Asa (eine Folge)                                             | はじまりの朝, Fairy Tail the Movie: Prologue – The First Morning                                                              | 2013 als OVA          | A-1 Pictures                                                |
| Fantasista Doll (12 Folgen)                                                          | ファンタジスタドール, Fantashisuta Dōru                                                                                       | 2013 als Fernsehserie | Hoods Entertainment                                         |
| Fate/kaleid liner Prisma Illya (11 Folgen)                                           | Fate/kaleid liner プリズマ☆イリヤ, Fate/kaleid liner Purizuma Iriya                                                           | 2013 als Fernsehserie | Silver Link                                                 |
| Free! (12 Folgen)                                                                    | Free! | 2013 als Fernsehserie | Kyōto Animation, Animation Do                               |
| Freezing Vibration (12 Folgen)                                                       | フリージング ヴァイブレーション, Furījingu Vaiburēshon                                                                        | 2013 als Fernsehserie | A.C.G.T                                                     |
| Futari wa Milky Holmes (12 Folgen)                                                   | ふたりはミルキィホームズ, Futari wa Miruki Hōmuzu                                                                             | 2013 als Fernsehserie | J.C.Staff, Nomad                                            |
| Gaist Crusher (51 Folgen)                                                            | ガイストクラッシャー | 2013 als Fernsehserie | Pierrot                                                     |
| Gakkatsu! (25 Folgen)                                                                | ガッ活! | 2013 als Fernsehserie | Fanworks                                                    |
| Galilei Donna (11 Folgen)                                                            | ガリレイドンナ, Garirei Donna                                                                                                 | 2013 als Fernsehserie | A-1 Pictures                                                |
| Gambo                                                                                | | 2013 als Kurzfilm     | Sunrise                                                     |
| The Garden of Words                                                                  | 言の葉の庭, Kotonoha no Niwa                                                                                                  | 2013 als Film         | CoMix Wave                                                  |
| Gatchaman Crowds (12 Folgen)                                                         | ガッチャマン クラウズ, Gatchaman Kurauzu                                                                                      | 2013 als Fernsehserie | Tatsunoko Production                                        |
| gdgd Fairies (12 Folgen)                                                             | gdgd妖精s, Gudaguda Fearīzu                                                                                                   | 2013 als Fernsehserie | Sōta Sugahara                                               |
| Gekijōban Ano Hi Mita Hana no Namae o Boku-tachi wa Mada Shiranai.                   | 劇場版 あの日見た花の名前を僕達はまだ知らない.                                                                                | 2013 als Film         | A-1 Pictures                                                |
| Gekijōban Gintama Kanketsu-hen: Yorozuya yo Eien Nare                                | 劇場版 銀魂 完結篇 万事屋よ永遠なれ, Gintama: The Final Movie                                                                 | 2013 als Film         | Sunrise                                                     |
| Gekijōban Hunter × Hunter – The Last Mission                                         | 劇場版 HUNTER×HUNTER －The LAST MISSION－, Hunter × Hunter: The Last Mission                                                  | 2013 als Film         | Madhouse                                                    |
| Gekijōban Hunter × Hunter: Phantom Rouge                                             | 劇場版 HUNTER×HUNTER 緋色の幻影, Gekijōban Hunter × Hunter: Fantomu Rūju, Hunter × Hunter: Phantom Rouge                      | 2013 als Film         | Madhouse                                                    |
| Gekijōban To Aru Majutsu no Index – Endymion no Kiseki                               | 劇場版 とある魔術の禁書目録 -エンデュミオンの奇蹟-, Gekijōban To Aru Majutsu no Indekkusu – Endyumiōn no Kiseki               | 2013 als Film         | J.C.Staff                                                   |
| Gen’ei o Kakeru Taiyō (13 Folgen)                                                    | 幻影ヲ駆ケル太陽, il sole penetra le illusioni                                                                                | 2013 als Fernsehserie | AIC                                                         |
| Genshiken Nidaime (13 Folgen)                                                        | げんしけん 二代目 | 2013 als Fernsehserie | Production I.G                                              |
| Ghost in the Shell Arise (4 Folgen)                                                  | 攻殻機動隊ARISE, Kōkaku Kidōtai Arise                                                                                         | 2013 als OVA          | Production I.G                                              |
| Gifū Dōdō!! Kanetsugu to Keiji (25 Folgen)                                           | 義風堂々!! 兼続と慶次 | 2013 als Fernsehserie | Studio Deen                                                 |
| Ginga Kikōtai Majestic Prince (24 Folgen)                                            | 銀河機攻隊 マジェスティックプリンス, Ginga Kikōtai Majesutikku Purinsu                                                        | 2013 als Fernsehserie | Dōga Kōbō, Orange                                           |
| Gingitsune (12 Folgen)                                                               | ぎんぎつね | 2013 als Fernsehserie | Diomedéa                                                    |
| Gintama’ Enchōsen (13 Folgen)                                                        | 銀魂'延長戦 | 2013 als Fernsehserie | Sunrise                                                     |
| GJ-bu (12 Folgen)                                                                    | GJ部 | 2013 als Fernsehserie | Dōga Kōbō                                                   |
| Glass no Kamen Desu ga (19 Folgen)                                                   | ガラスの仮面ですが | 2013 als Fernsehserie | DLE                                                         |
| Glass no Kamen Desu ga Onna Spy no Koi! Murasaki no Bara wa Kiken na Kaori!?         | ガラスの仮面ですが THE MOVIE 女スパイの恋! 紫のバラは危険な香り!?                                                             | 2013 als Film         | DLE                                                         |
| Go-Go Tamagotchi! (50 Folgen)                                                        | GO-GO たまごっち! | 2013 als Fernsehserie | OLM Team Wasaki                                             |
| Golden Time (24 Folgen)                                                              | ゴールデンタイム, Gōruden Taimu                                                                                               | 2013 als Fernsehserie | J.C.Staff                                                   |
| Gundam Build Fighters (25 Folgen)                                                    | ガンダムビルドファイターズ, Gandamu Birudo Faitāzu                                                                            | 2013 als Fernsehserie | Sunrise                                                     |
| Gundam Stand at Jaburo: Aware/Tenshi-hen                                             | GUNDAM STAND at Jaburo 哀・天使編, Gundam Stand at Jaburo                                                                     | 2013 als Kurzfilm     | Sunrise                                                     |
| Haiyore! Nyaruko-san W (12 Folgen)                                                   | 這いよれ！ニャル子さんW | 2013 als Fernsehserie | Xebec                                                       |
| Hajime no Ippo: Rising (25 Folgen)                                                   | はじめの一歩 Rising | 2013 als Fernsehserie | Madhouse, MAPPA                                             |
| Hakkenden – Tōhō Hakken Ibun (26 Folgen)                                             | 八犬伝―東方八犬異聞― | 2013 als Fernsehserie | Studio Deen                                                 |
| Hakuōki Dai-isshō Kyoto Ranbu                                                        | 薄桜鬼 第一章 京都乱舞, Hakuoki: Demon of the Fleeting Blossom: Wild Dance of Kyoto                                           | 2013 als Film         | Studio Deen                                                 |
| Hal                                                                                  | ハル, Haru | 2013 als Film         | Wit Studio                                                  |
| Hana no Zundamaru (eine Folge)                                                       | 花のずんだ丸 | 2013 als OVA          | CoMix Wave Films                                            |
| Hanasaku Iroha: Home Sweet Home                                                      | 花咲くいろは HOME SWEET HOME                                                                                                  | 2013 als Film         | P.A. Works                                                  |
| Hayate no Gotoku! Cuties (12 Folgen)                                                 | ハヤテのごとく!Cuties | 2013 als Fernsehserie | Manglobe                                                    |
| Hentai Ōji to Warawanai Neko. (12 Folgen)                                            | 変態王子と笑わない猫。, The Hentai Prince and the Stony Cat.                                                                  | 2013 als Fernsehserie | J.C.Staff                                                   |
| Heroes ~Legend of Battle Disks~ (26 Folgen)                                          | ヒーローズ ～バトルディスク伝説～                                                                                             | 2013 als Fernsehserie | Asahi Production                                            |
| Hetalia: The Beautiful World (20 Folgen)                                             | ヘタリア The Beautiful World, Hetaria: The Beautiful World                                                                    | 2013 als Web-Anime    | Production I.G                                              |
| Hidamari Sketch: Sae/Hiro Sotsugyō-hen (2 Folgen)                                    | ひだまりスケッチ 沙英・ヒロ 卒業編                                                                                            | 2013 als OVA          | Shaft                                                       |
| High School D×D New (12 Folgen)                                                      | ハイスクールD×D NEW, Haisukūru D×D NEW                                                                                        | 2013 als Fernsehserie | TNK                                                         |
| Himekishi Olivia (2 Folgen)                                                          | 姫騎士オリヴィア, Slave Princess Olivia                                                                                       | 2013 als OVA          | Silky's                                                     |
| Himitsu Kessha Taka no Tsume MAX (38 Folgen)                                         | 秘密結社鷹の爪MAX | 2013 als Fernsehserie | DLE                                                         |
| Hinata no Aoshigure                                                                  | 陽なたのアオシグレ, Sonny Boy & Dewdrop Girl                                                                                  | 2013 als Film         | Studio Colorido                                             |
| Hitō Meguri Kakure Yu: Mao-hen (2 Folgen)                                            | 秘湯めぐり 隠れ湯 舞桜編 | 2013 als OVA          | Mary Jane                                                   |
| Hyakka Ryōran Samurai Bride (12 Folgen)                                              | 百花繚乱 サムライブライド, Hyakka Ryōran Samurai Buraido                                                                      | 2013 als Fernsehserie | Arms                                                        |
| Inazuma Eleven Go: Galaxy (43 Folgen)                                                | イナズマイレブンGO ギャラクシー, Inazuma Irebun Go: Gyarakushī                                                                | 2013 als Fernsehserie | OLM                                                         |
| Inu to Hasami wa Tsukaiyō (12 Folgen)                                                | 犬とハサミは使いよう | 2013 als Fernsehserie | Gonzo                                                       |
| Iron Man: Rise of Technovore (eine Folge)                                            | アイアンマン：ライズ・オブ・テクノヴォア                                                                                      | 2013 als OVA          | Madhouse                                                    |
| IS (Infinite Stratos) 2 (12 Folgen)                                                  | IS‹インフィニット・ストラトス›2, IS (Infinitto Sutoratosu) 2                                                                  | 2013 als Fernsehserie | Eight Bit                                                   |
| Ishida to Asakura (12 Folgen)                                                        | 石田とあさくら | 2013 als Fernsehserie | Dax International, Hot Line                                 |
| Jigoku Yōchien (12 Folgen)                                                           | 地獄ようちえん | 2013 als Web-Anime    | Kasuga Soft                                                 |
| Kagaku na Yakyokaitsura (eine Folge)                                                 | カガクなヤツら | 2013 als OVA          | Hoods Entertainment                                         |
| Kaguya-hime no Monogatari                                                            | かぐや姫の物語 | 2013 als Film         | Studio Ghibli                                               |
| Kakumeiki Valvrave (13 Folgen)                                                       | 革命機ヴァルヴレイヴ, Kakumeiki Varuvureivu, Valvrave the Liberator                                                           | 2013 als Fernsehserie | Sunrise                                                     |
| Kakumeiki Valvrave (24 Folgen)                                                       | 革命機ヴァルヴレイヴ, Kakumeiki Varuvureivu, Valvrave the Liberator                                                           | 2013 als Fernsehserie | Sunrise                                                     |
| Kami nomi zo Shiru Sekai: Megami-hen (12 Folgen)                                     | 神のみぞ知るセカイ 女神篇 | 2013 als Fernsehserie | Manglobe                                                    |
| Kamisama no Inai Nichiyōbi (12 Folgen)                                               | 神さまのいない日曜日 | 2013 als Fernsehserie | Madhouse                                                    |
| Kara no Kyōkai: Fukan Fūkei 3D                                                       | 劇場版 空の境界 俯瞰風景3D | 2013 als Film         | Ufotable                                                    |
| Kara The Animation (5 Folgen)                                                        | | 2013 als Fernsehserie | NotTV                                                       |
| Karneval (13 Folgen)                                                                 | カーニヴァル, Kānivaru | 2013 als Fernsehserie | Manglobe                                                    |
| Kaze Tachinu                                                                         | 風立ちぬ, The Wind Rises | 2013 als Film         | Studio Ghibli                                               |
| Ketsuekigata-kun! (12 Folgen)                                                        | 血液型くん! | 2013 als Fernsehserie | Assez Finaud Fabric, feel.                                  |
| Kidō Senshi Gundam AGE Memory of Eden (eine Folge)                                   | 機動戦士ガンダムAGE MEMORY OF EDEN, Mobile Suit Gundam AGE Memory of Eden                                                     | 2013 als OVA          | Sunrise                                                     |
| Kill la Kill (25 Folgen)                                                             | キルラキル, Kiru ra Kiru | 2013 als Fernsehserie | Trigger                                                     |
| Kimi no Iru Machi (12 Folgen)                                                        | 君のいる町, A town where you live                                                                                             | 2013 als Fernsehserie | Gonzo                                                       |
| Kingdom 2 (39 Folgen)                                                                | キングダム2, Kingudamu 2 | 2013 als Fernsehserie | Pierrot                                                     |
| Kin’iro Mosaic (12 Folgen)                                                           | きんいろモザイク, Kin’iro Mosaiku                                                                                             | 2013 als Fernsehserie | Studio Gokumi                                               |
| Kitakubu Katsudō Kiroku (12 Folgen)                                                  | 帰宅部活動記録 | 2013 als Fernsehserie | Nomad                                                       |
| Kotoura-san (12 Folgen)                                                              | 琴浦さん | 2013 als Fernsehserie | AIC Classic                                                 |
| Kuroko no Basuke (25 Folgen)                                                         | 黒子のバスケ | 2013 als Fernsehserie | Production I.G                                              |
| Kyōsōgiga (13 Folgen)                                                                | 京騒戯画 | 2013 als Fernsehserie | Tōei Animation                                              |
| Line Offline – Salaryman (114 Folgen)                                                | LINE OFFLINE 〜サラリーマン〜, Line Offline – Sararīman                                                                       | 2013 als Fernsehserie | Shōgakukan Music & Digital Entertainment, Happy Project     |
| Little Busters! – Refrain (13 Folgen)                                                | リトルバスターズ！～Refrain～, Ritoru Basutāzu – Refrain                                                                      | 2013 als Fernsehserie | J.C.Staff                                                   |
| Little Witch Academia                                                                | リトルウィッチアカデミア, Ritoru Witchi Akademia                                                                              | 2013 als Kurzfilm     | Trigger                                                     |
| Log Horizon (25 Folgen)                                                              | ログ・ホライズン, Rogu Horaizun                                                                                               | 2013 als Fernsehserie | Satelight                                                   |
| Love Lab (13 Folgen)                                                                 | 恋愛ラボ, Rabu Rabo | 2013 als Fernsehserie | Dōga Kōbō                                                   |
| Love Live! School Idol Project (13 Folgen)                                           | ラブライブ! School idol project, Rabu Raibu! School idol project                                                              | 2013 als Fernsehserie | Sunrise                                                     |
| Lovely Movie: Itoshi no Muco (21 Folgen)                                             | ラブリームービー いとしのムーコ, Raburī Mūbī: Itoshi no Mūko                                                                  | 2013 als Fernsehserie | Dōga Kōbō                                                   |
| Machine-Doll wa Kizutsukanai (12 Folgen)                                             | 機巧少女は傷つかない, Mashin Dōru wa Kizutsukanai, Unbreakable Machine-Doll                                                   | 2013 als Fernsehserie | Lerche                                                      |
| Magi: The Kingdom of Magic (25 Folgen)                                               | マギ The kingdom of magic | 2013 als Fernsehserie | A-1 Pictures                                                |
| Mahō Shōjo Madoka Magika: Hangyaku no Monogatari                                     | 魔法少女まどか☆マギカ 叛逆の物語                                                                                              | 2013 als Film         | Shaft                                                       |
| Makai Ōji: Devils and Realist (12 Folgen)                                            | 魔界王子 devils and realist                                                                                                   | 2013 als Fernsehserie | Dōga Kōbō                                                   |
| Mangirl! (13 Folgen)                                                                 | まんがーる!, Mangāru! | 2013 als Fernsehserie | Dōga Kōbō                                                   |
| Maoyū Maō Yūsha (12 Folgen)                                                          | まおゆう魔王勇者 | 2013 als Fernsehserie | Arms                                                        |
| Meganebu! (12 Folgen)                                                                | メガネブ! | 2013 als Fernsehserie | Studio Deen                                                 |
| Minami-ke: Natsuyasumi (eine Folge)                                                  | みなみけ 夏やすみ | 2013 als OVA          | feel.                                                       |
| Minami-ke: Tadaima (13 Folgen)                                                       | みなみけ ただいま | 2013 als Fernsehserie | feel.                                                       |
| Mirai Nikki Redial (eine Folge)                                                      | 未来日記REDIAL, Mirai Nikki Redial                                                                                            | 2013 als OVA          | Asread                                                      |
| Miss Monochrome – The Animation (13 Folgen)                                          | ミス・モノクローム -The Animation-, Misu Monokurōmu – The Animation                                                           | 2013 als Fernsehserie | Sanzigen, Lidenfilms                                        |
| Mondaiji-tachi ga Isekai kara Kuru Sō Desu yo? (10 Folgen)                           | 問題児たちが異世界から来るそうですよ?                                                                                         | 2013 als Fernsehserie | Diomedéa                                                    |
| Monogatari Series: Second Season (26 Folgen)                                         | 物語シリーズ セカンドシーズン, Monogatari Shirīzu: Sekando Shīzun                                                             | 2013 als Fernsehserie | Shaft                                                       |
| Mushibugyō (26 Folgen)                                                               | ムシブギョー | 2013 als Fernsehserie | Seven Arcs Pictures                                         |
| Nagi no Asukara (26 Folgen)                                                          | 凪のあすから | 2013 als Fernsehserie | P.A. Works                                                  |
| Namiuchigiwa no Muromi-san (13 Folgen)                                               | 波打際のむろみさん | 2013 als Fernsehserie | Tatsunoko Pro                                               |
| Non Non Biyori (12 Folgen)                                                           | のんのんびより | 2013 als Fernsehserie | Silver Link                                                 |
| Nozoki Ana (eine Folge)                                                              | ノ・ゾ・キ・ア・ナ | 2013 als OVA          | Studio Fantasia                                             |
| Nyanko-sensei to Hajimete no Otsukai (eine Folge)                                    | ニャンコ先生とはじめてのおつかい                                                                                              | 2013 als OVA          |                                                             |
| Ore no Imōto ga Konna ni Kawaii Wake ga Nai. (13 Folgen)                             | 俺の妹がこんなに可愛いわけがない。                                                                                            | 2013 als Fernsehserie | A-1 Pictures                                                |
| Ore no Kanojo to Osananajimi ga Shuraba Sugiru (13 Folgen)                           | 俺の彼女と幼なじみが修羅場すぎる                                                                                              | 2013 als Fernsehserie | A-1 Pictures                                                |
| Ore no Nōnai Sentakushi ga, Gakuen Love Come o Zenryoku de Jama Shiteiru (10 Folgen) | 俺の脳内選択肢が、学園ラブコメを全力で邪魔している                                                                            | 2013 als Fernsehserie | Diomedéa                                                    |
| Oshiri Kajiri Mushi (48 Folgen)                                                      | おしりかじり虫 | 2013 als Fernsehserie | Kinema Citrus                                               |
| Otona Joshi no Anime Time (3 Folgen)                                                 | 大人女子のアニメタイム, Otona Joshi no Anime Taimu                                                                            | 2013 als Fernsehserie | Production Reed, Bones, Wao World                           |
| Outbreak Company (12 Folgen)                                                         | アウトブレイク・カンパニー, Autobureiku Kampanī                                                                               | 2013 als Fernsehserie | feel.                                                       |
| Persona 3 The Movie: #1 Spring of Birth                                              | PERSONA3 THE MOVIE #1 Spring of Birth                                                                                         | 2013 als Film         | AIC ASTA                                                    |
| Phi Brain: Kami no Puzzle (25 Folgen)                                                | ファイ・ブレイン 神のパズル, Fai Burai: Kami no Pazuru, φ Brain                                                               | 2013 als Fernsehserie | Sunrise                                                     |
| Photo Kano (13 Folgen)                                                               | フォトカノ, Foto Kano | 2013 als Fernsehserie | Madhouse                                                    |
| Pretty Cure All Stars New Stage 2: Kokoro no Tomodachi                               | プリキュアオールスターズNewStage2 こころのともだち, PuriKyua Ōru Sutāzu New Stage 2: Kokoro no Tomodachi                      | 2013 als Film         | Tōei Animation                                              |
| Pretty Rhythm: Rainbow Live (51 Folgen)                                              | プリティーリズム・レインボーライブ, Puritī Rizumu: Reinbō Raibu                                                               | 2013 als Fernsehserie | Tatsunoko Production                                        |
| Puchimas! – Petit Idolm@ster (64 Folgen)                                             | ぷちます! -PETIT IDOLM@STER-                                                                                                  | 2013 als Fernsehserie | Gathering                                                   |
| RDG: Red Data Girl (12 Folgen)                                                       | RDG レッドデータガール | 2013 als Fernsehserie | P.A. Works                                                  |
| Recorder to Randoseru Mi (13 Folgen)                                                 | リコーダーとランドセル ミ☆, Rikōdā to Randoseru Re                                                                            | 2013 als Fernsehserie | Seven                                                       |
| Rescue Me! (eine Folge)                                                              | れすきゅーME!, Resukyū Me! | 2013 als OVA          | Hoods Entertainment                                         |
| Rō-Kyū-Bu! SS (12 Folgen)                                                            | ロウきゅーぶ! SS | 2013 als Fernsehserie | Project No.9                                                |
| Rozen Maiden (13 Folgen)                                                             | ローゼンメイデン, Rōzen Meiden, Rozen Maiden: Zurückspulen                                                                    | 2013 als Fernsehserie | Studio Deen                                                 |
| Saint Oniisan                                                                        | 聖☆おにいさん, Seinto Oniisan, Saint Young Men                                                                                | 2013 als Film         | A-1 Pictures                                                |
| Samurai Flamenco (22 Folgen)                                                         | サムライフラメンコ, Samurai Furamenko                                                                                         | 2013 als Fernsehserie | Manglobe                                                    |
| Sasami-san@Ganbaranai (12 Folgen)                                                    | ささみさん@がんばらない | 2013 als Fernsehserie | Shaft                                                       |
| Seitokai no Ichizon Lv.2 (10 Folgen)                                                 | 生徒会の一存 Lv.2 | 2013 als Fernsehserie | AIC                                                         |
| Sekai de Ichiban Tsuyoku Naritai! (12 Folgen)                                        | 世界でいちばん強くなりたい!                                                                                                   | 2013 als Fernsehserie | Arms                                                        |
| Senki Zesshō Symphogear G (13 Folgen)                                                | 戦姫絶唱シンフォギアG, Senki Zesshō Shinfogia G                                                                               | 2013 als Fernsehserie | Satelight                                                   |
| Senran Kagura (12 Folgen)                                                            | 閃乱カグラ | 2013 als Fernsehserie | Animation Studio Artland                                    |
| Sen’yū. (13 Folgen)                                                                  | 戦勇. | 2013 als Fernsehserie | Ordet, Lidenfilms                                           |
| Sen’yū. (13 Folgen)                                                                  | 戦勇. | 2013 als Fernsehserie | Ordet, Lidenfilms                                           |
| Servant × Service (13 Folgen)                                                        | サーバント×サービス, Sābanto × Sābisu                                                                                         | 2013 als Fernsehserie | A-1 Pictures                                                |
| Shin Hitō Meguri (eine Folge)                                                        | 真・秘湯めぐり | 2013 als OVA          | PoRO                                                        |
| Silver Spoon (11 Folgen)                                                             | 銀の匙 Silver Spoon, Gin no Saji: Silver Spoon                                                                                | 2013 als Fernsehserie | A-1 Pictures                                                |
| Sparrow’s Hotel (12 Folgen)                                                          | スパロウズホテル, Suparōzu Hoteru                                                                                             | 2013 als Fernsehserie | Dream Creation                                              |
| Steins;Gate: Fuka Ryōiki no Déjà-vu                                                  | STEINS;GATE 負荷領域のデジャヴ, Steins;Gate: Fuka Ryōiki no Deja Vu                                                           | 2013 als Film         | White Fox                                                   |
| Stella Jogakuin Kōtōka C³-bu (13 Folgen)                                             | ステラ女学院高等科C³部 | 2013 als Fernsehserie | Gainax                                                      |
| Strike the Blood (24 Folgen)                                                         | ストライク・ザ・ブラッド, Sutoraiku za Buraddo                                                                                | 2013 als Fernsehserie | Silver Link                                                 |
| Suisei no Gargantia (13 Folgen)                                                      | 翠星のガルガンティア, Suisei no Garugantia, Gargantia on the Verdurous Planet                                                 | 2013 als Fernsehserie | Production I.G                                              |
| Super Seisyun Brothers (14 Folgen)                                                   | Super Seisyun Brothers -超青春姉弟s-                                                                                          | 2013 als Fernsehserie | AIC Plus+                                                   |
| Sword Art Online: Extra Edition (eine Folge)                                         | ソードアート・オンライン Extra Edition, Sōdo Āto Onrain Extra Edition                                                         | 2013 als Special      | A-1 Pictures                                                |
| Takanashi Rikka Kai – Gekijōban Chūnibyō Demo Koi ga Shitai!                         | 小鳥遊六花・改 〜劇場版 中二病でも恋がしたい!〜                                                                               | 2013 als Film         | Kyōto Animation                                             |
| Tamagotchi! – Miracle Friends (29 Folgen)                                            | たまごっち! 〜みらくるフレンズ〜, Tamagotchi! – Mirakuru Furenzu                                                              | 2013 als Fernsehserie | OLM Team Wasaki                                             |
| Tamako Market (12 Folgen)                                                            | たまこまーけっと, Tamako Māketto                                                                                              | 2013 als Fernsehserie | Kyōto Animation                                             |
| Tamayura – More Aggressive (12 Folgen)                                               | たまゆら 〜もあぐれっしぶ〜, Tamayura – Mo Aguresshubu                                                                        | 2013 als Fernsehserie | TYO Animations                                              |
| Tanken Driland – 1000-nen no Mahō (51 Folgen)                                        | 探検ドリランド -1000年の真宝-, Tanken Dorirando – 1000-nen no Mahō                                                            | 2013 als Fernsehserie | Tōei Animation                                              |
| Tēkyū (12 Folgen)                                                                    | てーきゅう | 2013 als Fernsehserie | MAPPA                                                       |
| Tēkyū (12 Folgen)                                                                    | てーきゅう | 2013 als Fernsehserie | MAPPA                                                       |
| Tesagure! Bukatsumono (12 Folgen)                                                    | てさぐれ!部活もの | 2013 als Fernsehserie | Yaoyorozu                                                   |
| To Aru Kagaku no Railgun S (24 Folgen)                                               | とある科学の超電磁砲S, To Aru Kagaku no Rērugan S                                                                             | 2013 als Fernsehserie | J.C.Staff                                                   |
| Tōkyō Ravens (24 Folgen)                                                             | 東京レイヴンズ, Tōkyō Reivunzu                                                                                                | 2013 als Fernsehserie | Eight Bit                                                   |
| Uchōten Kazoku (13 Folgen)                                                           | 有頂天家族 | 2013 als Fernsehserie | P.A. Works                                                  |
| Uchū Senkan Yamato 2199 (26 Folgen)                                                  | 宇宙戦艦ヤマト2199 | 2013 als Fernsehserie | Xebec, AIC                                                  |
| The Unlimited: Hyōbu Kyōsuke (12 Folgen)                                             | THE UNLIMITED 兵部京介 | 2013 als Fernsehserie | Manglobe                                                    |
| Uta no Prince-sama: Maji Love 2000% (13 Folgen)                                      | うたの☆プリンスさまっ♪ マジLOVE2000%, Uta no Purinsu-sama: Maji Love 2000%                                                    | 2013 als Fernsehserie | A-1 Pictures                                                |
| Vividred Operation (12 Folgen)                                                       | ビビッドレッド・オペレーション, Bibiddoreddo Operēshon                                                                        | 2013 als Fernsehserie | A-1 Pictures                                                |
| Walkure Romanze (12 Folgen)                                                          | ワルキューレ ロマンツェ, Warukyūre Romantse                                                                                   | 2013 als Fernsehserie | Eight Bit                                                   |
| Watashi ga Motenai no wa Dō Kangaete mo Omaera ga Warui! (12 Folgen)                 | 私がモテないのはどう考えてもお前らが悪い!                                                                                     | 2013 als Fernsehserie | Silver Link                                                 |
| White Album 2 (13 Folgen)                                                            | WHITE ALBUM2 | 2013 als Fernsehserie | Satelight                                                   |
| Yahari Ore no Seishun Love Come wa Machigatteiru. (12 Folgen)                        | やはり俺の青春ラブコメはまちがっている。                                                                                      | 2013 als Fernsehserie | Brain’s Base                                                |
| Yama no Susume (12 Folgen)                                                           | ヤマノススメ | 2013 als Fernsehserie | 8bit                                                        |
| Yondemasu yo, Azazel-san. Z (13 Folgen)                                              | よんでますよ、アザゼルさん。Z, Yondemasu yo, Azazeru-san. Z                                                                   | 2013 als Fernsehserie | Production I.G                                              |
| Yowamushi Pedal (38 Folgen)                                                          | 弱虫ペダル, Yowamushi Pedaru                                                                                                  | 2013 als Fernsehserie | TMS/8PAN                                                    |
| Yozakura Quartet – Hana no Uta (12 Folgen)                                           | 夜桜四重奏 〜ハナノウタ〜 | 2013 als Fernsehserie | Tatsunoko Production                                        |
| Yūsha ni Narenakatta Ore wa Shibushibu Shūshoku o Ketsui Shimashita. (12 Folgen)     | 勇者になれなかった俺はしぶしぶ就職を決意しました。                                                                            | 2013 als Fernsehserie | Asread                                                      |
| Yuyushiki (12 Folgen)                                                                | ゆゆ式 | 2013 als Fernsehserie | Kinema Citrus                                               |
| Zettai Bōei Leviathan (13 Folgen)                                                    | 絶対防衛レヴィアタン, Zettai Bōei Reviatan                                                                                    | 2013 als Fernsehserie | Gonzo                                                       |